# Autovía A-49
L'autovía A-49, chiamata anche Autovía del V Centenario (fino al 2004: Autopista del V Centenario), è un'autostrada gratuita spagnola appartenente alla Rete di Strade dello Stato (Red de Carreteras del Estado) che collega Siviglia alla regione portoghese dell'Algarve passando per Huelva e Ayamonte. Misura 132 km ed è parte dell'itineario europeo E1 (Belfast-Siviglia).

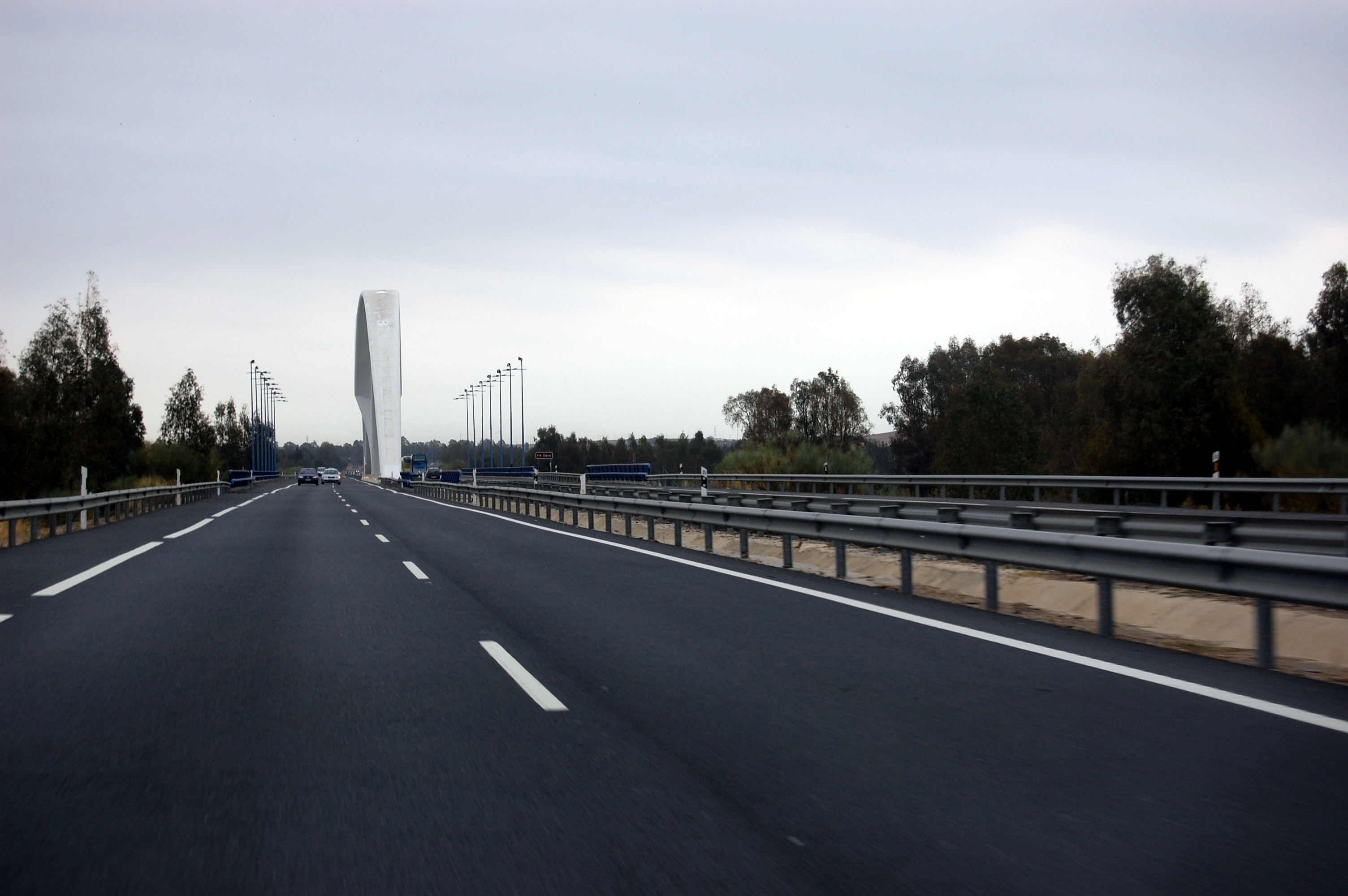
L'A-49 nei pressi di Huelva

## Storia
Il primo tratto di autostrada realizzata, di 3,5 km, venne aperto al traffico nel 1969 tra Siviglia e Castilleja de la Cuesta. Nel 1977 l'autostrada venne prolungata di altri 13 km fino a Sanlúcar la Mayor. Questi due tratti nascevano non tanto nell'ottica di collegare Siviglia con il sud del Portogallo bensì per decongestionare il traffico nella zona occidentale del capoluogo andaluso. Nel 1981 venne inaugurato il tratto di 9,1 km tra San Juan del Puerto e Huelva est ma fu tra il 1989 ed il 1990 che, in vista delle celebrazioni per il quinto centenario della scoperta dell'America (da cui il nome dell'autostrada) e l'imminente Esposizione universale del 1992 di Siviglia, il collegamento tra Siviglia e Huelva venne aperto al traffico. Nel 1991 fu poi inaugurato il tratto di 3 km tra Ayamonte ed il Ponte internazionale della Guadiana che segna il confine tra i due Stati iberici. Infine, nel 2001, il restante tratto di 56,4 km tra Huelva e Ayamonte venne aperto al traffico completando così il collegamento autostradale tra Siviglia e l'Algarve.

## Percorso
L'autostrada nasce dall'avenida Expo '92 ad ovest di Siviglia. Incrocia la tangenziale di Siviglia (SE-30) al km 1, la strada nazionale N-435 per Badajoz (km 75), passa per Huelva (km 77) per terminare il suo percorso al km 132 sul Ponte internazionale della Guadiana, presso Ayamonte, ed immettendosi nell'autostrada portoghese A22 per Lagos. L'A-49 è a tre corsie per senso di marcia per i primi 15 km (da Siviglia a Benacazón) per poi proseguire fino al confine portoghese a due corsie per senso di marcia.